# Eduardo Agüero Mackern
Eduardo Agüero Mackern (Mendoza, Argentina, 4 de febrero de 1946) es un filósofo, académico y escritor.
Ejerce un rol protagónico en el llamado Polo Argentino de la Filosofía de la Liberación, organizando el primer encuentro del llamado "Grupo Calamuchita”, (que toma su nombre por la localidad de la sierra de Córdoba, Argentina, donde se reunieron). La forja de la filosofía de la liberación en el polo argentino estuvo íntimamente relacionada con la conformación de colectivos, la creación de espacios-redes y la gestación de acontecimientos.
Entre 1971 y 1975 Eduardo Agüero Mackern y compañía, son parte de una iniciativa que tenía una idea que era tan básica como ambiciosa: “encontrarse con Enrique Dussel y comenzar a elaborar el proyecto de la filosofía de la liberación en Argentina”. El Polo Argentino y el Grupo Calamuchita actúan hasta 1975, fecha en la que “se produce una dispersión de los actores en razón de exilios externos e internos y se hacen más evidentes las diferencias entre sus diversas manifestaciones. La consecuencia inmediata es la apertura y convergencia de este movimiento hacia otros polos de América Latina y en el caso de Eduardo Agüero hacia Europa.
Marcado, por un lado, por la incipiente Teología de la Liberación ya presente en la conocida protesta sacerdotal de los “28 curas” en Mendoza (que fueron expulsados y/o represaliados por la Curia) vinculados al Movimiento de Sacerdotes para el Tercer Mundo y al que pertenecía el sacerdote Héctor Gimeno y por otro a la lectura y estudio temprano de las obras de Marx comienza su actividad docente y de política universitaria hasta que, dada la situación política de Argentina, debe abandonar su país natal hacia Italia, aunque finalmente se radicará en España.
Este filósofo y docente parece entender bien cómo articular un discurso crítico y realista dirigido a la gente, en un momento histórico para la sociedad en que el simple hecho de filosofar se encuentra en riesgo. Eduardo Agüero Mackern ha tomado un camino luminoso no quedándose como un "oscuro profesor de filosofía” y en cambio ha salido al mundo como un activista antisistema, quien recorre toda América Latina con sus charlas y su enseñanza en la que promueve su convicción de que todos somos filósofos.
De su forma de escribir y de expresarse en sus clases y conferencias, algunos de sus seguidores y entrevistadores han dicho que «es “provocador”, “subversivo” y que ha trascendido el academicismo institucionalizado». Es de destacar su faceta de incansable comunicador y su significativa presencia en el ámbito de las redes sociales. «Agüero Mackern es un hombre del presente y un pensador estrictamente contemporáneo» 
Es autor de numerosos libros de creación filosófica, entre las que destacan dos obras dedicadas al gran matemático turinés Giuseppe Peano, a quien Bertrand Russell le considera su maestro y que se encuentran entre las más importantes escritas en español acerca de la problemática que presentan los lenguajes universales en el proyecto de Giuseppe Peano:  Giuseppe Peano y la Utopía del Lenguaje y Giuseppe Peano. Las matemáticas, la lógica y los lenguajes. En dichas obras Eduardo Agüero Mackern analiza  el pensamiento del matemático turinés y sus principales implicaciones filosóficas, epistemológicas, lógicas, lingüísticas y políticas, así como las relaciones con sus contemporáneos (entre otros, B. Russel, G. Frege, L. Couturat, B. Croce), basándose, por una parte, en las actividades relacionadas con la confección del Formulario Matemático y por otra, en las actividades de la Academia Pro Interlingua de la que Peano fue director y que llegó a tener numerosas filiales en todo el mundo. Según Carlos París, el mencionado libro Peano y la utopía del lenguaje “constituye en el ámbito de la investigación internacional el estudio más completo y de primera mano, trabajado con documentación inédita, en torno a la importante obra de Peano”. Son de destacar algunas influencias recibidas en los inicios de su periplo intelectual: Raúl Echauri —quien lo inició en el camino de la filosofía—, Enrique Dussel —en la profundización del modo de filosofar desde el “horizonte de comprensión” latinoamericano— y Carlos París, como el mismo Agüero reconoce, “maestro de vida”. 
Eduardo Agüero Mackern realizó una importante labor en lo que se denomina Espacio Europeo de Educación Superior (conocido como “plan Bologna”, que toma su nombre de la universidad más antigua, año 1088). Junto al profesor italiano Fulvio Romano ha participado activamente en la gestación de los proyectos de intercambio y libre circulación de docentes y estudiantes en el espacio europeo: Programa Sócrates-Erasmus, Programa Sócrates-Acción Comenius. En esa etapa de su actividad internacional organiza junto a Fulvio Romano las primeras «Jornadas Españolas. Giornate di incontri con la nuova cultura spagnola» que contribuyó a difundir el resurgimiento cultural, artístico y filosófico de la España democrática a partir de la muerte del dictador Francisco Franco. En el marco de dichas Jornadas tuvo lugar un Festival de cine con la vigorosa filmografía española de los años ochenta y un Congreso La Filosofía contemporanea spagnola en las ciudades piamontesas de Turín y Cuneo con la participación de estacados pensadores italianos y españoles tales como: Gianni Vattimo, Paolo Rossi (filósofo),  Carlos París, José Gómez Caffarena, José Jiménez (filósofo). 
También en el ámbito internacional es de gran relevancia sus actividades académicas en México: Universidad de Sonora, Universidad Pedagógica Nacional (UPN) en CDMX (Ajusco), Benemérita y Centenaria Escuela Normal del Estado de Sonora, entre otras instituciones. 

## Formación y trayectoria docente
Estudió Filosofía en la Universidad Católica de Santa Fe, Argentina y en la Universidad Complutense de Madrid (1968-1973). Entre 1970 y 1973 en Argentina inicia su carrera como Profesor Titular de "Fundamentos Filosóficos de la Educación" y de "Metodología del Trabajo Científico en Educación” en la Universidad  Nacional del Litoral, Santa Fe y como Profesor de "Integración Cultural (Historia y Filosofía de la Ciencia)" en la Universidad Tecnológica Nacional (Rafaela, Santa Fe). En 1973 se traslada a España con una beca del Instituto de Cultura Hispánica. Posteriormente obtiene su título de Doctor en Filosofía en la Universidad Nacional de Educación a Distancia (UNED) con “Premio Extraordinario” siendo presidente del tribunal que lo otorga el catedrático de la Universidad Autónoma de Madrid D. Carlos París. Aprueba la oposición de Catedrático de Filosofía en I.E.S, Ministerio de Educación español. Fue Profesor-Tutor del Instituto de Ciencias de la Educación de la Universidad Autónoma de Madrid (1980-1985) y desde 1989 es profesor de Historia de la Filosofía en la Universidad Nacional de Educación a Distancia (UNED) C.A. de Madrid, donde también fue profesor de Filosofía del Lenguaje y dirigió el Curso de Formación Permanente: “La Filosofía como Terapia” (2009-2016). 
Actualmente y desde 2015 dirige el Seminario “La Filosofía como Escuela de Vida” en la Universidad Popular Carmen de Michelena de Tres Cantos, Madrid, una universidad libre y abierta, de calidad y que fomenta el conocimiento, el diálogo y la pasión por conocer: un nuevo modelo de universidad realmente transformador y de gran repercusión social. En este proyecto en lo que respecta a la Filosofía, Eduardo Agüero Mackern es pionero y en la entrega a esta tarea busca remover conciencias y mostrar nuevas formas de acceder al conocimiento, lo que incluye no dejarse adoctrinar por las instituciones y los medios, fomentando a su vez un espíritu crítico.

## Pensamiento

### Filosofía de la no-respuesta
Su propuesta o pensamiento de La filosofía de la no-respuesta, según ha expresado en sus encuentros filosóficos en distintos países como, México, Argentina, España, entre otros, constituye una adecuada perspectiva para pensar el mundo actual y es la mejor caracterización de su pensamiento. Eduardo Agüero Mackern se ha propuesto la implementación de un tipo de enseñanza coherente con su "filosofía de la no-respuesta", dejando clara su perspectiva filosófica y educativa.
Su quehacer filosófico también ha sido caracterizado como “filosofía de la calle” o “filosofía para la gente”, esto es, una filosofía para el ciudadano común. Es notorio su rechazo a la tradición academicista y su insistencia en que la filosofía debe abandonar los claustros y salir a la calle al encuentro con la gente. La filosofía debe volver a ser “escuela de vida”. Al mismo tiempo la filosofía se enfrenta nuevamente al reto de pasar la “prueba de la realidad’ y por tanto de tematizar los problemas acuciantes de nuestra época. Eduardo Agüero Mackern ha optado por una postura a la que él mismo llama “subversiva”, comprometida más con las personas que con programas o textos. Este filósofo hispano-argentino considera que la filosofía en nuestra época debe crear espacios de micro-resistencias y en este sentido volver a ser nuevamente liberadora. Su filosofía está más próxima a la mayéutica socrática, que despierta en sus interlocutores la curiosidad, el entusiasmo por buscar el desarrollo del pensar. Uno de sus más grandes empeños es sin duda instar al «desaprendizaje» de lastres que obstaculizan el libre pensamiento. Su filosofía no ofrece certezas ni soluciones, sino que plantea preguntas y ofrece los medios para un adecuado planteamiento de las mismas.

## Eventos
Eduardo Agüero Mackern, como se ha mencionado, organiza en enero de 1971, el primer encuentro del llamado “Grupo Calamuchita” al que asisten Enrique Dussel, Juan Carlos Scannone, Julio de Zan, Raúl Echauri y Aníbal Fornari. “Eduardo Agüero, por tanto, parece haber fungido de articulador entre Dussel en Mendoza y las inquietudes de algunos miembros de sus redes en Santa Fe.
Agüero Mackern después de su exilio de Argentina, por motivos políticos, continúa desarrollando en Europa actividades relacionadas con el proyecto de la “liberación Latinoamérica”, En esa época (1973-75) fue director del SAEL (Servicio de Universitarios Latinoamericanos en Europa), organización auspiciada por el Arzobispado de Madrid. 
En esta línea también participó activamente en el Seminario de Ética y Política que dirigía José Luis López Aranguren (filósofo represaliado y expulsado de en su cátedra en la Universidad central de Madrid junto a Agustín García Calvo y a Enrique Tierno Galván (posteriormente y a la caída de la dictadura emblemático alcalde socialista de Madrid) en el Instituto de Fe y Secularidad (dirigido por José Gómez Caffarena). En este seminario compartió la reflexión y discusión con destacados intelectuales de la época, tales como Fernando Claudín, Jaime Miralles, Fernando Morán López, Antonio García-Santesmases, Manuel Freijó, Carlos Gómez, Javier Sádaba, Augusto Klappenbach, entre otros.
Como se ha señalado fue uno de los artífices de las primeras Jornadas Españolas Giornate di incontri con la nuova cultura spagnola en Turín, Italia. Importante evento que duró una semana y que fue clave para presentar la cultura española posfranquista.
Funda el «Foro Carlos París. Sociedad Española y Latinoamericana de Filosofía» con el cometido de Comunidad Filosófica: con un grupo de alumnos de la UNED funda la Comunidad Filosófica de Madrid, con sede en la localidad de Navalafuente en 2013, en la que participan activamente Carlos París y Lidia Falcón